# Ivanjica
Ivanjica (em cirílico: Ивањица) é uma vila da Sérvia localizada no município de Ivanjica, pertencente ao distrito de Moravica, na região de Stari Vlah, Moravica. A sua população era de 11810 habitantes segundo o censo de 2011.

## Demografia
| 1948 | 1953 | 1961 | 1971 | 1981 | 1991  | 2002  | 2011  |
| ---- | ---- | ---- | ---- | ---- | ----- | ----- | ----- |
| 1532 | 1829 | 2082 | 5507 | 8765 | 11093 | 12350 | 11810 |

## Pessoas notáveis
- Joanikije Nešković (1804-1873), bispo
- Stevan R. Popović (1834–1902), advogado, economista, professor e estadista
- Svetislav Vulović (1847–1898), escritor
- Svetozar Botorić (1857–1916), empresário
- Damjan Popović (1857–1928), general
- Vojislav Novičić (1866–1917), piloto
- Kirilo Savić (1870–1957), engenheiro
- Dušan Purić (1873–1914), tenente-coronel
- Nedeljko Košanin (1874–1934), biólogo
- Ljuba Čupa (1877–1913), guerrilheiro
- Branislav Stanojević (1893–1967), médico
- Draža Mihailović (1893–1946), líder do Movimento Chetnik
- Milinko Kušić (1912–1943), soldado
- Petar Stambolić (1912–2007), político
- Srboljub Krivokuća (1928–2002), jogador de futebol
- Momčilo Ristić (1929–2003), professor
- Tomislav Ladan (1932–2008), ensaísta
- Nedeljko Parezanović (n. 1932), matemático
- Cmiljka Kalušević (1933–1989), jogadora e atleta de basquete
- Ivan Stambolić (1936–2000), político
- Radoslav Sekulić (1939–2014), empresário
- Vladica Kovačević (1940–2016), jogador de futebol
- Petar Krivokuća (n. 1947), jogador de futebol
- Snežana Bogosavljević Bošković (n. 1964), política
- Đorđe Milisavljević (n. 1969), dramaturgo
- Radovan Ćurčić (n. 1972), treinador de futebol
- Milovan Milović (n. 1980), jogador de futebol
- Ana Subotić (n. 1983), atleta, corredora de longa distância